# Dipodomys compactus
Dipodomys compactus es una especie de roedor de la familia Heteromyidae. Su apariencia y ecología son similares a los de Dipodomys ordii.

## Distribución geográfica
Se encuentran en México y en los Estados Unidos.